# The Ikettes
The Ikettes waren eine der ersten namentlich erwähnten Back-up-Groups in der Geschichte des Rock ’n’ Roll und somit ein Vorläufer der Girlgroups heutiger Zeit. Das amerikanische Trio wurde in den frühen 1960er Jahren vor allem wegen seiner stimmgewaltigen und tanzfreudigen Unterstützung für die „Ike & Tina Turner Revue“ bekannt. Außerdem gelang ihm einige Male der Sprung in die amerikanische Top 40. Die Ikettes leisteten auch einen Beitrag auf zwei Alben von Frank Zappa.

## Geschichte

### Frühe Jahre
Die Gründung des Gesangstrios ist eng verknüpft mit Ike and Tina Turners erster Single Fool In Love, die im Spätsommer 1960 ein großer Hit wurde. Um diese Produktion live zu bewerben, stellte Ike Turner ein Backup-Trio zusammen – schließlich hatte der Soul-Star Ray Charles zu dieser Zeit mit seinem Background-Trio The Raelettes große Erfolge. Der Erstbesetzung der Ikettes gehörten Robbie Montgomery, Venetta Fields und Jessie Smith an.
Die Ikettes verwoben schwierige und elektrifizierende Tanzchoreographie mit ihrem Gesang. Das weibliche Trio – lange Haare, Miniröcke und Highheels – kam beim Publikum an. Den Mehrwert im Sinn, beließ es Ike Turner nicht dabei, den Ikettes allein den Platz im Bühnenhintergrund zu überlassen. Er brachte sie schließlich als eigenständigen Act auf einem anderen Label heraus. Mit Dolores Johnson als Frontsängerin (und jetzt Tina Turner im Background) erreichte die Single I’m Blue (The Gong Gong Song) im Frühjahr 1962 Platz 19 der Popcharts – für die Ike and Tina Turner Revue war das der bedeutendste Erfolg seit Fool In Love. Die Hip-Hop-Gruppe Salt ’n’ Pepa übernahm im Jahr 1993 Elemente aus I'm Blue für ihren Hit Shoop. Aus diesem Grund besaß Ike Turner an Shoop Rechte als Komponist und Textdichter.
Auf unterschiedlichen Labels erschienen in der Folgezeit einige Singles (Troubles On My Mind, Heavenly Love, Prisoner of Love). Der Erfolg des Erstlingswerkes ließ sich jedoch nicht mehr wiederholen. Die Ikettes entwickelten sich schließlich zu einer Art „Drehtür-Arbeitsagentur für Session-Sängerinnen“, wie das Web-Fanzine Girl Group Chronicles über diese Zeit anmerkte. Die Turner-Revue bedeutete für die Sängerinnen ein regelmäßiges Einkommen.

### Das Comeback
Die Lage änderte sich 1965. Die von der Bluesmusik der Schwarzen inspirierten Popkünstler von der Insel kamen als „Britische Invasion“ in die USA – wovon auch die dortigen schwarzen Musiker profitierten. Auch die Ikettes: Peaches ’n’ Cream schaffte 1965 den Sprung in die Top 40, noch im selben Jahr folgten mit (He’s Gonna Be) Fine, Fine, Fine und I’m So Thankful weitere Hits – die Ikettes waren erneut erfolgreich. Ihr Stil sollte etliche Größen der Popmusik beeinflussen, darunter auch Mick Jagger von den Rolling Stones, bei deren Tourneen in den Jahren 1966 und 1969 sie als Vorgruppe auftraten. Zu dieser Zeit schrieb Phil Spector für Tina Turner den Song River Deep – Mountain High. Das führte dazu, dass Ike Turner Tina wieder ins Rampenlicht stellte. Damit wollte er – die nachgefragten Ikettes in seinem Rücken wissend – seiner Revue neuen Schwung verleihen.

### Der Bruch
Nachdem die Ikettes keine Tantiemen für ihre Hits erhalten hatten, bezahlt wurden sie wie alle „normalen“ Revue-Mitglieder, verließen sie Ike Turner, der es ihnen in der Folge verweigerte, als Ikettes aufzutreten. Also versuchten sie als The Mirettes noch einige Jahre kommerziell erfolgreich zu sein. 1970 lösten sich die ursprünglichen Ikettes schließlich auf.
Ike Turner benutzte den in der Vergangenheit erfolgreichen Produktnamen Ikettes weiter. Die neuen Ikettes erreichten hinter Tina Turner nie den Erfolg ihrer Vorgängerinnen. Auch ein erneuter Sprung in die Charts blieb ihnen verwehrt.

### Zusammenarbeit mit Frank Zappa
Im März 1973 nutzten Frank Zappa und seine The Mothers of Invention eine Tourneepause, um neue Stücke aufzunehmen im Bolic Sound-Studio – dem Studio von Ike und Tina Turner. Zappa konnte die Ikettes für einige Tonspuren Hintergrundgesang verpflichten. Die Bedingung von Ike Turner war, dass keine der Sängerinnen – Tina inklusive – pro Tonspur mehr als 25 Dollar erhalten durfte, also den Betrag, den Turner selbst seinen Sängerinnen bezahlte. Auch einen „Credit“ für Tina und die Ikettes auf den späteren Zappa-Alben verbot der Studiobesitzer.
Die Gesangspassagen waren schwierig für die Ikettes. Tina Turner hatte die Probleme nicht: „Schschscheiße, Mann, das könnte ich mit verbundenen Augen und einem Besenstiel im Arsch singen“, sagte sie, als sie die Chorpassage des Songs Dirty Love hörte. Nach einem Probe- und drei weiteren Aufnahmedurchläufen – einer für jede der drei Gesangsstimmen – war die Aufnahme auf Band. Tina Turner und die neuen Ikettes sind zu hören auf den Alben Over-Nite Sensation und Apostrophe (’).

### Das Ende
Die Geschichte der neuen Ikettes endet im Jahr 1976, als sich Ike und Tina Turner trennten. Im Jahr 2006 trat Lyrica Garrett, eine der Ikettes, in Deutschland gemeinsam mit Ike Turner bei der Nokia Night of the Proms auf.